# Tom Finney

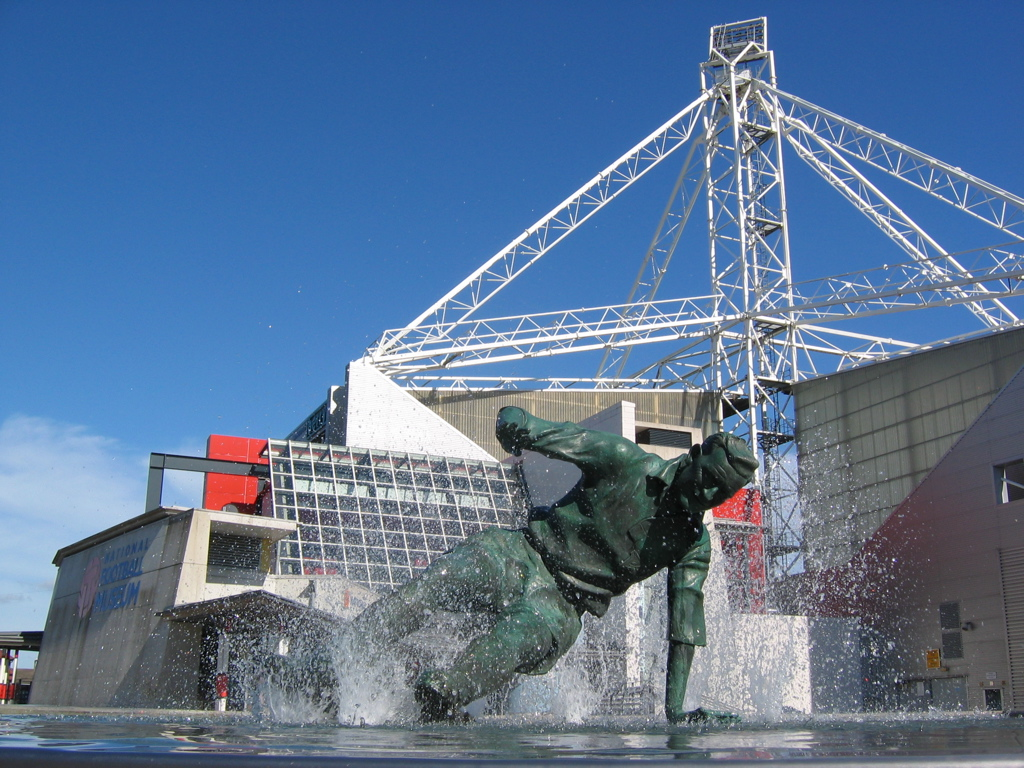
Socha Toma Finneyho před National Footbal Museum v Prestonu

Sir Thomas Finney, CBE (5. dubna 1922, Preston – 14. února 2014) byl anglický fotbalista. Hrával na pozici útočníka.
V dresu anglické reprezentace se zúčastnil tří světových šampionátů (1950, 1954 a 1958). Celkem za národní tým odehrál 76 zápasů, v nichž vstřelil 30 branek.
Je legendou klubu Preston North End, v němž strávil celou kariéru (1946–1960). Odehrál za něj 362 prvoligových zápasů, v nichž vstřelil 164 gólů. Nikdy se mu však nepodařilo vyhrát žádnou trofej.
Dvakrát byl v anketě FWA zvolen anglickým fotbalistou roku (1954, 1957). Britský časopis World Soccer ho vyhlásil 50. nejlepším fotbalistou 20. století.